# Bangi (distrikt)
Bangi är ett distrikt i Afghanistan. Det ligger i provinsen Takhar, i den nordöstra delen av landet, 230 kilometer norr om huvudstaden Kabul.
Distriktet beräknades år 2022 ha cirka 41 000 invånare.